# Vela ai Giochi della XV Olimpiade - Star
La competizione della classe Star  di vela ai Giochi della XV Olimpiade si è svolta nei giorni dal 20 al 28 luglio 1952 a Liuskasaari, presso Helsinki.

## Partecipanti
| Nazione          | Barca       | Equipaggio                                         |
| ---------------- | ----------- | -------------------------------------------------- |
| Argentina        | Arcturus    | Alfredo Vallebona, Jorge Emilio Brauer             |
| Australia        | Hornet      | Barton Harvey, Kevin Wilson                        |
| Austria          | 30. Februar | Harald Fereberger, Harald von Musil                |
| Bahamas          | Gem III     | Durward Knowles, Sloan Farrington                  |
| Brasile          | Bu III      | Cid Nascimento, Tacariju de Paula                  |
| Canada           | Whirlaway   | Andrew Hugessen, Doug Woodward                     |
| Cuba             | Kurush IV   | Carlos de Cárdenas Culmell, Carlos de Cárdenas Plá |
| Finlandia        | Lucky Star  | Christian Ilmoni, René Nyman                       |
| Francia          | Eissero VI  | Édouard Chabert, Jean-Louis Dauris                 |
| Germania         | Paka V      | Claus Wunderlich, Paul Fischer                     |
| Gran Bretagna    | Fortuna     | Bruce Banks, Stanley Potter                        |
| Grecia           | Marie-Tim   | Andreas Ziro, Timoleon Razelos                     |
| Italia           | Merope      | Agostino Straulino, Nicolò Rode                    |
| Jugoslavia       | Primorka    | Karlo Bašić, Mario Fafangel                        |
| Monaco           | Hirondelle  | Michel Auréglia, Victor de Sigaldi                 |
| Paesi Bassi      | Bem II      | Bob Maas, Eddy Stutterheim                         |
| Portogallo       | Espadarte   | Francisco de Andrade, Joaquim Fiúza                |
| Stati Uniti      | Comanche    | John Wesley Price, John Sidney Reid                |
| Svezia           | Lotta IV    | Bengt Melin, Börje Carlsson                        |
| Svizzera         | Ali-Baba IV | Hans Bryner, Kurt Bryner                           |
| Unione Sovietica | Uragan      | Aleksandr Čumakov, Konstantin Mel'gunov            |

## Risultati
| Regata 1 20 luglio | Regata 1 20 luglio | Regata 1 20 luglio | Regata 1 20 luglio | Regata 2 21 luglio | Regata 2 21 luglio | Regata 2 21 luglio | Regata 2 21 luglio | Regata 3 22 luglio | Regata 3 22 luglio | Regata 3 22 luglio | Regata 3 22 luglio | Regata 4 23 luglio | Regata 4 23 luglio | Regata 4 23 luglio | Regata 4 23 luglio |
| Pos.               | Nazione            | Tempo              | Punti              | Pos.               | Nazione            | Tempo              | Punti              | Pos.               | Nazione            | Tempo              | Punti              | Pos.               | Nazione            | Tempo              | Punti              |
| ------------------ | ------------------ | ------------------ | ------------------ | ------------------ | ------------------ | ------------------ | ------------------ | ------------------ | ------------------ | ------------------ | ------------------ | ------------------ | ------------------ | ------------------ | ------------------ |
| 1                  | Stati Uniti        | 2-48:21            | 1423               | 1                  | Italia             | 3-07:21            | 1423               | 1                  | Stati Uniti        | 2-43:15            | 1423               | 1                  | Stati Uniti        | 2-52:49            | 1423               |
| 2                  | Italia             | 2-48:56            | 1122               | 2                  | Svizzera           | 3-14:25            | 1122               | 2                  | Italia             | 2-45:10            | 1122               | 2                  | Italia             | 2-56:21            | 1122               |
| 3                  | Bahamas            | 2-48:57            | 946                | 3                  | Paesi Bassi        | 3-14:41            | 946                | 3                  | Portogallo         | 2-46:22            | 946                | 3                  | Portogallo         | 2-57:04            | 946                |
| 4                  | Portogallo         | 2-49:37            | 821                | 4                  | Brasile            | 3-15:15            | 821                | 4                  | Cuba               | 2-47:14            | 821                | 4                  | Cuba               | 2-57:24            | 821                |
| 5                  | Cuba               | 2-49:43            | 724                | 5                  | Gran Bretagna      | 3-16:03            | 724                | 5                  | Svezia             | 2-48:53            | 724                | 5                  | Svezia             | 2-58:35            | 724                |
| 6                  | Francia            | 2-50:50            | 645                | 6                  | Bahamas            | 3-16:33            | 645                | 6                  | Bahamas            | 2-50:43            | 645                | 6                  | Grecia             | 3-00:42            | 645                |
| 7                  | Svezia             | 2-52:46            | 578                | 7                  | Stati Uniti        | 3-16:49            | 578                | 7                  | Francia            | 2-52:02            | 578                | 7                  | Francia            | 3-01:48            | 578                |
| 8                  | Germania           | 2-52:57            | 520                | 8                  | Portogallo         | 3-16:57            | 520                | 8                  | Australia          | 2-54:10            | 520                | 8                  | Austria            | 3-02:20            | 520                |
| 9                  | Paesi Bassi        | 2-53:28            | 469                | 9                  | Svezia             | 3-17:18            | 469                | 9                  | Paesi Bassi        | 2-55:38            | 469                | 9                  | Svizzera           | 3-03:19            | 469                |
| 10                 | Argentina          | 2-53:45            | 423                | 10                 | Germania           | 3-18:33            | 423                | 10                 | Grecia             | 2-58:36            | 423                | 10                 | Bahamas            | 3-05:10            | 423                |
| 11                 | Brasile            | 2-54:49            | 382                | 11                 | Francia            | 3-19:00            | 382                | 11                 | Canada             | 3-00:20            | 382                | 11                 | Paesi Bassi        | 3-05:23            | 382                |
| 12                 | Canada             | 2-55:30            | 344                | 12                 | Cuba               | 3-19:25            | 344                | 12                 | Jugoslavia         | 3-00:27            | 344                | 12                 | Unione Sovietica   | 3-08:40            | 344                |
| 13                 | Svizzera           | 2-56:51            | 309                | 13                 | Canada             | 3-19:44            | 309                | 13                 | Brasile            | 3-02:29            | 309                | 13                 | Argentina          | 3-08:52            | 309                |
| 14                 | Australia          | 2-57:41            | 277                | 14                 | Unione Sovietica   | 3-20:26            | 277                | 14                 | Svizzera           | 3-03:31            | 277                | 14                 | Germania           | 3-09:15            | 277                |
| 15                 | Gran Bretagna      | 2-58:51            | 247                | 15                 | Austria            | 3-22:37            | 247                | 15                 | Finlandia          | 3-05:44            | 247                | 15                 | Jugoslavia         | 3-09:50            | 247                |
| 16                 | Austria            | 2-59:14            | 219                | 16                 | Grecia             | 3-24:01            | 219                | 16                 | Unione Sovietica   | 3-05:46            | 219                | 16                 | Canada             | 3-09:52            | 219                |
| 17                 | Finlandia          | 2-59:33            | 193                | 17                 | Finlandia          | 3-24:37            | 193                | 17                 | Monaco             | 3-19:00            | 193                | 17                 | Finlandia          | 3-10:22            | 193                |
| 18                 | Unione Sovietica   | 3-00:28            | 168                | 18                 | Jugoslavia         | 3-24:50            | 168                | 18                 | Austria            | 3-21:19            | 168                | 18                 | Australia          | 3-11:12            | 168                |
| 19                 | Grecia             | 3-00:33            | 144                | 19                 | Argentina          | 3-27:22            | 144                | -                  | Argentina          | Rit.               | 0                  | 19                 | Brasile            | 3-11:40            | 144                |
| 20                 | Jugoslavia         | 3-05:39            | 122                | 20                 | Australia          | 3-27:31            | 122                | -                  | Gran Bretagna      | Rit.               | 0                  | 20                 | Gran Bretagna      | 3-13:58            | 122                |
| -                  | Monaco             | Rit.               | 0                  | -                  | Monaco             | Rit.               | 0                  | -                  | Germania           | Rit.               | 0                  | 21                 | Monaco             | 3-25:31            | 101                |

| Regata 5 26 luglio | Regata 5 26 luglio | Regata 5 26 luglio | Regata 5 26 luglio | Regata 6 27 luglio | Regata 6 27 luglio | Regata 6 27 luglio | Regata 6 27 luglio | Regata 7 28 luglio | Regata 7 28 luglio | Regata 7 28 luglio | Regata 7 28 luglio |
| Pos.               | Nazione            | Tempo              | Punti              | Pos.               | Nazione            | Tempo              | Punti              | Pos.               | Nazione            | Tempo              | Punti              |
| ------------------ | ------------------ | ------------------ | ------------------ | ------------------ | ------------------ | ------------------ | ------------------ | ------------------ | ------------------ | ------------------ | ------------------ |
| 1                  | Italia             | 2-54:41            | 1423               | 1                  | Stati Uniti        | 2-53:48            | 1423               | 1                  | Italia             | 3-14:56            | 1423               |
| 2                  | Bahamas            | 2-55:00            | 1122               | 2                  | Italia             | 2-54:14            | 1122               | 2                  | Canada             | 3-21:47            | 1122               |
| 3                  | Stati Uniti        | 2-55:16            | 946                | 3                  | Cuba               | 2-55:22            | 946                | 3                  | Portogallo         | 3-23:16            | 946                |
| 4                  | Francia            | 2-56:38            | 821                | 4                  | Francia            | 2-56:53            | 821                | 4                  | Svezia             | 3-25:28            | 821                |
| 5                  | Portogallo         | 2-57:00            | 724                | 5                  | Paesi Bassi        | 2-56:55            | 724                | 5                  | Germania           | 3-26:04            | 724                |
| 6                  | Cuba               | 2-57:26            | 645                | 6                  | Svizzera           | 2-59:00            | 645                | 6                  | Gran Bretagna      | 3-27:00            | 645                |
| 7                  | Svizzera           | 2-58:08            | 578                | 7                  | Bahamas            | 2-59:12            | 578                | 7                  | Cuba               | 3-27:02            | 578                |
| 8                  | Paesi Bassi        | 2-58:34            | 520                | 8                  | Austria            | 2-59:43            | 520                | 8                  | Stati Uniti        | 3-27:03            | 520                |
| 9                  | Svezia             | 2-58:55            | 469                | 9                  | Svezia             | 2-59:45            | 469                | 9                  | Bahamas            | 3-27:38            | 469                |
| 10                 | Canada             | 2-59:41            | 423                | 10                 | Germania           | 2-59:46            | 423                | 10                 | Francia            | 3-29:30            | 423                |
| 11                 | Argentina          | 3-01:47            | 382                | 11                 | Argentina          | 3-00:53            | 382                | 11                 | Paesi Bassi        | 3-30:11            | 382                |
| 12                 | Brasile            | 3-02:00            | 344                | 12                 | Australia          | 3-00:57            | 344                | 12                 | Unione Sovietica   | 3-30:14            | 344                |
| 13                 | Austria            | 3-02:20            | 309                | 13                 | Canada             | 3-01:19            | 309                | 13                 | Grecia             | 3-30:45            | 309                |
| 14                 | Finlandia          | 3-05:34            | 277                | 14                 | Unione Sovietica   | 3-02:40            | 277                | 14                 | Austria            | 3-30:52            | 277                |
| 15                 | Gran Bretagna      | 3-06:01            | 247                | 15                 | Brasile            | 3-02:50            | 247                | 15                 | Brasile            | 3-31:10            | 247                |
| 16                 | Unione Sovietica   | 3-07:24            | 219                | 16                 | Grecia             | 3-04:30            | 219                | 16                 | Finlandia          | 3-31:11            | 219                |
| 17                 | Jugoslavia         | 3-07:54            | 193                | 17                 | Gran Bretagna      | 3-04:47            | 193                | 17                 | Argentina          | 3-31:40            | 193                |
| 18                 | Grecia             | 3-08:13            | 168                | 18                 | Finlandia          | 3-06:36            | 168                | 18                 | Svizzera           | 3-32:35            | 168                |
| 19                 | Australia          | 3-12:12            | 144                | 19                 | Jugoslavia         | 3-07:31            | 144                | 19                 | Monaco             | 3-36:54            | 144                |
| -                  | Germania           | Rit.               | 0                  | 20                 | Monaco             | 3-07:58            | 122                | 20                 | Australia          | 3-39:22            | 122                |
| -                  | Monaco             | Rit.               | 0                  | -                  | Portogallo         | Rit.               | 0                  | 21                 | Jugoslavia         | 3-49:21            | 101                |

## Classifica finale
| Pos.    | Nazione          | Equipaggio                                         | Punti Totali | Punti ottenuti nelle regate | Punti ottenuti nelle regate | Punti ottenuti nelle regate | Punti ottenuti nelle regate | Punti ottenuti nelle regate | Punti ottenuti nelle regate | Punti ottenuti nelle regate |
| Pos.    | Nazione          | Equipaggio                                         | Punti Totali | 1                           | 2                           | 3                           | 4                           | 5                           | 6                           | 7                           |
| ------- | ---------------- | -------------------------------------------------- | ------------ | --------------------------- | --------------------------- | --------------------------- | --------------------------- | --------------------------- | --------------------------- | --------------------------- |
| Oro     | Italia           | Agostino Straulino, Nicolò Rode                    | 7635         | 1122                        | 1423                        | 1122                        | 1122                        | 1423                        | 1122                        | 1423                        |
| Argento | Stati Uniti      | John Wesley Price, John Sidney Reid                | 7216         | 1423                        | 578                         | 1423                        | 1423                        | 946                         | 1423                        | 520                         |
| Bronzo  | Portogallo       | Francisco de Andrade, Joaquim Fiúza                | 4903         | 821                         | 520                         | 946                         | 946                         | 724                         | 0                           | 946                         |
| 4       | Cuba             | Carlos de Cárdenas Culmell, Carlos de Cárdenas Plá | 4535         | 724                         | 344                         | 821                         | 821                         | 645                         | 946                         | 578                         |
| 5       | Bahamas          | Durward Knowles, Sloan Farrington                  | 4405         | 946                         | 645                         | 645                         | 423                         | 1122                        | 578                         | 469                         |
| 6       | Francia          | Édouard Chabert, Jean-Louis Dauris                 | 3866         | 645                         | 382                         | 578                         | 578                         | 821                         | 821                         | 423                         |
| 7       | Svezia           | Bengt Melin, Börje Carlsson                        | 3785         | 578                         | 469                         | 724                         | 724                         | 469                         | 469                         | 821                         |
| 8       | Paesi Bassi      | Bob Maas, Eddy Stutterheim                         | 3510         | 469                         | 946                         | 469                         | 382                         | 520                         | 724                         | 382                         |
| 9       | Svizzera         | Hans Bryner, Kurt Bryner                           | 3400         | 309                         | 1122                        | 277                         | 469                         | 578                         | 645                         | 168                         |
| 10      | Canada           | Andrew Hugessen, Doug Woodward                     | 2889         | 344                         | 309                         | 382                         | 219                         | 423                         | 309                         | 1122                        |
| 11      | Germania         | Claus Wunderlich, Paul Fischer                     | 2367         | 520                         | 423                         | 0                           | 277                         | 0                           | 423                         | 724                         |
| 12      | Brasile          | Cid Nascimento, Tacariju de Paula                  | 2350         | 382                         | 821                         | 309                         | 144                         | 344                         | 247                         | 247                         |
| 13      | Gran Bretagna    | Bruce Banks, Stanley Potter                        | 2178         | 247                         | 724                         | 0                           | 122                         | 247                         | 193                         | 645                         |
| 14      | Austria          | Harald Fereberger, Harald von Musil                | 2092         | 219                         | 247                         | 168                         | 520                         | 309                         | 520                         | 277                         |
| 15      | Grecia           | Andreas Ziro, Timoleon Razelos                     | 1983         | 144                         | 219                         | 423                         | 645                         | 168                         | 219                         | 309                         |
| 16      | Argentina        | Alfredo Vallebona, Jorge Emilio Brauer             | 1833         | 423                         | 144                         | 0                           | 309                         | 382                         | 382                         | 193                         |
| 17      | Unione Sovietica | Aleksandr Čumakov, Konstantin Mel'gunov            | 1680         | 168                         | 277                         | 219                         | 344                         | 219                         | 277                         | 344                         |
| 18      | Australia        | Barton Harvey, Kevin Wilson                        | 1575         | 277                         | 122                         | 520                         | 168                         | 144                         | 344                         | 122                         |
| 19      | Finlandia        | Christian Ilmoni, René Nyman                       | 1322         | 193                         | 193                         | 247                         | 193                         | 277                         | 168                         | 219                         |
| 20      | Jugoslavia       | Karlo Bašić, Mario Fafangel                        | 1218         | 122                         | 168                         | 344                         | 247                         | 193                         | 144                         | 101                         |
| 21      | Monaco           | Michel Auréglia, Victor de Sigaldi                 | 560          | 0                           | 0                           | 193                         | 101                         | 0                           | 122                         | 144                         |